# Goniobranchus albomaculatus
Goniobranchus albomaculatus is een slakkensoort uit de familie van de Chromodorididae. De wetenschappelijke naam van de soort is voor het eerst geldig gepubliceerd in 1866 door Pease.